# Woźniki (gromada w powiecie wadowickim)
Woźniki – dawna gromada, czyli najmniejsza jednostka podziału terytorialnego Polskiej Rzeczypospolitej Ludowej w latach 1954–1972.
Gromady, z gromadzkimi radami narodowymi (GRN) jako organami władzy najniższego stopnia na wsi, funkcjonowały od reformy reorganizującej administrację wiejską przeprowadzonej jesienią 1954 do momentu ich zniesienia z dniem 1 stycznia 1973, tym samym wypierając organizację gminną w latach 1954–1972.
Gromadę Woźniki z siedzibą GRN w Woźnikach utworzono – jako jedną z 8759 gromad na obszarze Polski – w powiecie wadowickim w woj. krakowskim, na mocy uchwały nr 31/IV/54 WRN w Krakowie z dnia 6 października 1954. W skład jednostki weszły obszary dotychczasowych gromad Woźniki i Zygodowice ze zniesionej gminy Ryczów w tymże powiecie. Dla gromady ustalono 13 członków gromadzkiej rady narodowej.
30 czerwca 1960 z gromady Woźniki wyłączono wieś Zygodowice włączając ją do gromady Ryczów, po czym gromadę Woźniki  zniesiono, włączając jej (pozostały) obszar włączono do nowo utworzonej gromady Radocza.